# Jaroslav Brychta
Jaroslav Brychta (9. března 1895 Pohodlí, místní část Litomyšle – 5. října 1971 Železný Brod) byl český sochař a sklářský výtvarník.

## Život
Vytvářel různé skleněné figurky (z taženého a foukaného skla), ze skleněných korálků spojovaných drátky, skla tvarovaného nad kahanem i monumentální plastiky. Specializoval se jednak na portrétní plastiku, a dále na drobné dekorativní sklo, jeho figurky se staly velmi oblíbenými dětskými hračkami. Působil ve sklárně v Železném Brodě a byl profesorem na tamní střední sklářské škole. Svá díla vystavoval i v zahraničí (připravil pro československou expozici na mezinárodní výstavě uměleckého průmyslu ve Stockholmu roku 1931 scénku se švédskými a československými fotbalisty). Stál na počátku proměny sklářské práce ve 20. a 30. letech, kdy se sklo stalo materiálem pro originální uměleckou tvorbu.
Jeho dcera Jaroslava Brychtová spolu se svým manželem Stanislavem Libenským proslula jako tvůrce monumentálních skleněných plastik.

### Ocenění
- 1925 Zlatá medaile, Mezinárodní výstava dekorativního umění v Paříži (Exposition internationale des arts décoratifs et industriels modernes)
- 1935 Velká cena, Světová výstava v Bruselu
- 1937 Velká cena, Světová výstava v Paříži

## Dílo

### Zastoupení ve sbírkách
- Uměleckoprůmyslové muzeum v Praze[2]
- Muzeum skla a bižuterie v Jablonci nad Nisou
- Východočeské muzeum v Pardubicích[3]
- Severočeské muzeum, Liberec
- Galerie moderního umění v Hradci Králové
- Moravská galerie v Brně[4]